# Асканій
Асканій (дав.-гр. Ἀσκάνιος, лат. Ascanius) — був легендарним царем Альба-Лонги і сином героя Троянської війни Енея та Креуси, дочки Пріама. Він є героєм Римської мітології і має божествене походження, будучи сином Енея, який є сином богині Венери і героя Анхея, родича царя Пріама; таким чином Асканій має божествених предків по лінії матері та по лінії батька, будучи нащадком бога Юпітера і Дардана. Він також є предком Ромула та Рема і роду Юлія. Разом з його батьком він є головним персонажем у Вергілієвій Енеїді, зображений як один із засновників Риму.

## Міфологія
У грецькій та римській міфології, Асканій був сином троянського царя Енея і Креуси, дочки Пріама. Після Троянської війни, коли місто спалили, Еней втік до Латини у Італію, взявши з собою свого батька Анхіса і його дитину Асканія, хоч Креуса померла протягом втечі.
Асканій мав кілька сестер: Етіаду, Кодону та Антемону. За іншою версією прочитання, останні дві були не дочками Енея, а аркадськими жінками які народили від нього дочок.
Згідно з Діонісієм Галікарнаським, справжнє ім'я Асканія було Еврилеон і це ім'я змінилось на Асканія після відправлення з Трої. Згідно з Вергілієм, Асканія також називали Юлієм. Вважають, що рід до якого належав Гай Юлій Цезар, почався з Асканія (Юлія), його батька Енея і, зрештою, від богині Венери, матері Енея у міфі, та від смертного батька Енея Анхіса.
За словами Діонісія Галікарнаського, Юлій, однак, був сином Асканія, який оскаржував правонаступництво царства Альби Лонги з Сільвієм, після смерті Асканія.
Згідно з іншою легендою, згаданою Тітом Лівієм, Асканій міг бути сином Енея і Лавінії, отже й народився в Лації, а не Трої. Асканій пізніше боровся в Італійських війнах разом із батьком Енеєм.
Після смерті Енея, Асканій став царем Лація і цар Етруського царства, що звався Мезентієм маючи нагоду, взяв місто в облогу. Мезентій успішно змусив місто здатися і виплачувати йому щорічну данину. Асканій напав на нього та на його військо, яке нічого не підозрювало, і повністю переміг Мезентія і вбив його сина Лавза. Мезентій був змушений платити щорічну данину. Після цього, рівно через 30 років після заснування Лавінія, Асканій заснував місто Альба-Лонга і став першим його царем. Він покинув свою матір, Лавінію, бо керував містом Лавінієм. Асканія змінив Сільвій, який був молодшим братом Асканія або його сином. Асканій помер на 28-му році свого правління.
За однією з версій, яку наводив Плутарх, дружиною Асканія була Рома, дочка Левкарії та царя італіків — Італа або сина Геракла — Телефа.

## Енеїда
Однак в Енеїді, Вергілій стверджував, що Мезентій воював у Італійських війнах у час, коли Еней був живий. У Енеїді, саме Еней вбив Лавза, заподіявши шкоди Мезентію, який втік поки його син зіткнувся з Троянським царем. Коли Мезентій дізнався про смерть Лавза, він повернувся, щоб побачитись з Енеєм, і його також вбили. У цьому випадку, Асканій не причетний до цих смертей.

З усім тим, Вергілій зображає перший досвід Асканія у війні. У Енеїді, Асканій є підлітком без справжнього воєнного досвіду, але який будучи в облозі запускає стрілу у Нумануса, чоловіка молодшої сестри Турнуса. Після вбивства Нумануса, Аполлон приходить і промовляє до Асканія:
Macte nova virtute, puer: sic itur ad astra, dis genite et geniture deos.
Цю фразу можна перекласти як: «Йди із новою вартістю, хлопче; так цей шлях до зірок; син богів матиме богів за синів.» або «Благословення на твою нову мужність, хлопче, нащадком богів та предком богів будеш, тому що цей чоловік підіймається до зірок».
У цьому вірші, Вергілій створює зрозуміле посилання на нащадків Юлія, з якого походить імператор Октавіан Август. Тому у цьому вірші Вергілій посилається на рід Юлія, родини Октавіана Августа і Юлія Цезаря, який був обожнений після смерті.
Sic itur ad astra стала майже прислів'ям і деякі девізи використовують фразу ad astra. Після цієї пригоди Аполлон наказує троянцям тримати Асканія подалі від війни.

У цьому самому епізоді Асканій, перед тим як запустити фатальну стрілу у Нумануса, молючись до Юпітера, мовив:
Jupiter omnipotens, audacibus annue cœptis
Переклад: «Всемогутній Юпітере, будь ласка підтримай мою відвагу» або «Всесильний Юпітер, дай згоду на мою сміливу спробу.». Остання частина гекзаметра стала девізом Великої печатки Сполучених Штатів.
Ім'я Юлія було популяризоване Вергілієм в Енеїді; замінюючи грецьке ім'я Асканій Юлієм посилаючись на родину Юлія у міфології раніших часів. Октавіан Август був покровителем мистецтв. Як член родини Юліїв, він міг претендувати на чотирьох основних Олімпійських богів у його родоводі: Юпітер, Юнона, Венера і Марс, тому він заохочував багатьох поетів підкреслювати на припущенні, що він походить від Енея.
Головний герой опери Моцарта «Асканіо в Альбі».
Дослідник Луїс Фельдман розглядаючи образ Асканія в Енеїді вказав, що під час доросління хлопчик повинен був заводити друзів. Тому Вергілій для реалістичності ввів образ дитячого товариша Асканія — Атія. Також Луїс Фельдман зазначав, що персонаж Атія потрібен був Вергілію, щоб показати відмінність у долі двох троянських царевичів — Астіанакта та Асканія. Якщо сина Гектора друзі зрадили, то Асканій був оточений вірними товаришами, такими як Атій та Евріал. На думку антикознавця Чарльза Кнаппа, товариські стосунки Атія та Асканія повинні були символізувати близькості родів Юліїв та Атіїв. Вчений Майкл Путнем вважав, що стосунки Атія та Асканія мали еротичний характер, що Вергілій підкреслював описом сина Енея — «Найкрасивіший на вигляд Іул» (лат. forma… ante omnis pulcher Iulus), який йшов за рядками про Атія.